# Малис
Малис (њем. Malliß) општина је у њемачкој савезној држави Мекленбург-Западна Померанија. Једно је од 89 општинских средишта округа Лудвигслуст. Према процјени из 2010. у општини је живјело 1.359 становника. Посједује регионалну шифру (AGS) 13054072.

## Географски и демографски подаци
Малис се налази у савезној држави Мекленбург-Западна Померанија у округу Лудвигслуст. Општина се налази на надморској висини од 41 метра. Површина општине износи 25,2 km². У самом мјесту је, према процјени из 2010. године, живјело 1.359 становника. Просјечна густина становништва износи 54 становника/km².